# Mary Ward Privatmittelschule Krems
Die Privatmittelschule „Mary Ward“ ist eine katholische private Mittelschule mit Öffentlichkeitsrecht in Krems, Österreich. 
Schulerhalter ist die Vereinigung von Ordensschulen Österreichs (VOSÖ). Die Schule befindet sich in einem historischen, denkmalgeschützten Gebäude am Hohen Markt in der Altstadt. Im selben Gebäude befinden sich auch ein Hort, eine Volksschule und im angeschlossenen Trakt ein Oberstufenrealgymnasium. Bis 2013 waren ausschließlich Mädchen zum Unterricht zugelassen. Die Schule bietet Allgemeinbildung für die fünfte bis achte Schulstufe. Sie ist nach der Ordensgründerin Mary Ward benannt, die sich im 17. Jahrhundert für die Bildung von Mädchen eingesetzt hatte.